# Zere Yacobe Selassie
Zere Yacobe Amha Selassie (amharisch ዘርአ ያዕቆብ አምሃ ሥላሴ, * 17. August 1953) ist der Enkel des Kaisers Haile Selassie und Sohn des Kaisers im Exil Amha Selassie I. von Äthiopien sowie ein Mitglied der Salomonischen Dynastie.
Nach der Revolution 1974 lebte er im Exil in Großbritannien, wo er die Schule besuchte, und später, für kurze Zeit, in den Vereinigten Staaten. Zurzeit lebt er in Addis Abeba. Er ist heute das Oberhaupt des ehemaligen äthiopischen Kaiserhauses. Allerdings erheben auch Nachkommen der kaiserlichen Nebenlinie von Lidj Iyasu Anspruch auf den Thron. Die Wiedererrichtung des 1975 abgeschafften Kaisertums in Äthiopien war jedoch auch für die seit 1991 folgenden Regimes kein Thema.

## Leben
Zere Yacobe Selassie besuchte das Eton College und die Universität Cambridge, wo er auch graduierte. Sein Großvater ernannte ihn 1974, nach dem schwerwiegenden Schlaganfall seines Vaters, zum Kronprinzen und designierten Erben des kaiserlichen Throns. Als der Vater im April 1989 den Titel Kaiser Amha Selassie im Exil annahm, ernannte er Zere Yacobe zum Thronanwärter.
Nach dem Niedergang der äthiopischen Monarchie beendete Zere Yacobe Mitte der 1970er sein Studium in Cambridge und arbeitete für kurze Zeit als Bankier in den Vereinigten Staaten. Um in der Nähe seiner Eltern zu sein, kehrte er zurück nach London. Er heiratete und hat eine Tochter, Lideta Zera Yacob, trennte sich später jedoch von seiner Frau. Als sein Vater Amha Selassie 1989 nach Virginia zog, begleitete er ihn für kurze Zeit, kehrte aber später nach England zurück, wo er einige Zeit in Manchester lebte. Mittlerweile hat er sich dauerhaft in Äthiopien niedergelassen.
Seit dem Tod seines Vaters im Februar 1997 wird Zere Yacobe als Familienoberhaupt angesehen.

## Wohltätigkeit
Zere Yacobe ist der Fürst des Kaiserlichen äthiopischen Ordens der Heiligen Maria von Zion und verleiht Auszeichnungen an Menschen, die sich durch ihre Arbeit zur Hilfe der Menschen Äthiopiens verdient gemacht haben.

## Orden
- Großkreuz des Lazarus-Ordens (Oboedienz des Hauses Orléans)
- Collane des Imperial Order of St. Andrew
- Collane des Royal Order of the Drum
- Collane des Ordens des Adlers von Georgien

## Weblink
- Website des sogenannten Crown Council of Ethiopia (englisch)

| Vorgänger        | Amt                                            | Nachfolger |
| ---------------- | ---------------------------------------------- | ---------- |
| Amha Selassie I. | Oberhaupt der Solomonischen Dynastie seit 1997 | —          |

| Personendaten    | Personendaten                                                                 |
| ---------------- | ----------------------------------------------------------------------------- |
| NAME             | Selassie, Zere Yacobe                                                         |
| ALTERNATIVNAMEN  | Selassie, Zere Yacobe Amha (vollständiger Name); ዘርአ ያዕቆብ አምሃ ሥላሴ (amharisch) |
| KURZBESCHREIBUNG | äthiopischer Kronprinz                                                        |
| GEBURTSDATUM     | 17. August 1953                                                               |